# كارلوس سانتانا
اسمه الكامل "كارلوس أغوستو آلفس سانتانا"
من مواليد الـ 20 من شهر تموز عام 1947
وهو عازف جيتار كهربائي مكسيكي الأصل. بدأت شهرة سانتانا في أواخر الستينات وفي أوائل السبعينيات، ويُعتبر من رواد الدمج بين موسيقا الروك والموسيقا اللاتينية.
اختارت مجلة Rolling stones كارلوس بالمرتبة 20 كأفضل عازف غيتار في العالم في عام 2003 من أصل 100.
ربح عشر جوائز جرامي، و3 جوائز جرامي اللاتينية.

## وصلات خارجية
- كارلوس سانتانا على موقع IMDb (الإنجليزية)
- كارلوس سانتانا على موقع الموسوعة البريطانية (الإنجليزية)
- كارلوس سانتانا على موقع ألو سيني (الفرنسية)
- كارلوس سانتانا على موقع ميوزك برينز (الإنجليزية)
- كارلوس سانتانا على موقع رولينغ ستون (الإنجليزية)
- كارلوس سانتانا على موقع أول موفي (الإنجليزية)
- كارلوس سانتانا على موقع قاعدة بيانات الأفلام السويدية (السويدية)
- كارلوس سانتانا على موقع إن إن دي بي (الإنجليزية)
- كارلوس سانتانا على موقع أول ميوزيك (الإنجليزية)
- كارلوس سانتانا على موقع ديسكوغز (الإنجليزية)

1. ↑   https://www.carnegie.org/awards/great-immigrants/2007-great-immigrants/. {{استشهاد ويب}}: |url= بحاجة لعنوان (مساعدة) والوسيط |title= غير موجود أو فارغ (من ويكي بيانات) (مساعدة)
2. ↑  MusicBrainz (بالإنجليزية), MetaBrainz Foundation, QID:Q14005